# Umwelt-Etikette

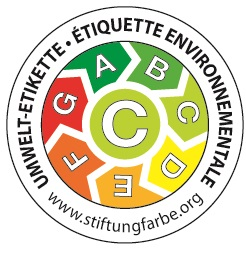
Umweltetikette C

Die Umwelt-Etikette ist ein von der Schweizer Stiftung Farbe lanciertes freiwilliges Umweltzeichen für Beschichtungsprodukte. Die Etikette teilt die verschiedenen Farbprodukte nach ihrer Umweltverträglichkeit und Gebrauchstauglichkeit in sieben Kategorien ein.

## Ziele
Die Umwelt-Etikette teilt Wandfarben, Lacke, Holz- und Bodenbeschichtungen und pastöse Putze und Spachtel im Innenbereich, sowie Fassadenfarben nach ihrer Umweltverträglichkeit und Gebrauchstauglichkeit in sieben verschiedene Kategorien von A bis G ein. Die Kategorie A stellt die höchsten Anforderungen an ein Produkt. Bei der Umwelt-Etikette I sind die Kategorien A bis E den wasserlöslichen Produkten vorbehalten, während lösemittelhaltige Farben mit den Kategorien F oder G gekennzeichnet werden. Bei der Umwelt-Etikette II sind die Kategorien A bis E den Produkten frei von Filmschutzmittel vorbehalten. Ziel der Umwelt-Etikette ist es, ein breit akzeptiertes und leicht verständliches Schweizer Umweltkennzeichen für Anstrichmittel zu sein. Es soll der Grossteil der in der Schweiz vertriebenen Beschichtungsmittel damit gekennzeichnet werden. Die Umwelt-Etikette ist ein freiwilliges und branchenfinanziertes Umweltzeichen. Mit dem Ablauf der Übergangsfrist am 31. Dezember 2013 sind die teilnehmenden Farbhersteller verpflichtet, alle ihre Innenwand- und Deckenfarben zu deklarieren. Dabei gilt das Prinzip der Selbstdeklaration.
Die korrekte Einstufung der Produkte wird von der Technischen Kommission der Schweizer Stiftung Farbe überwacht und es werden regelmässig Stichprobenkontrollen durchgeführt.

## Kriterien

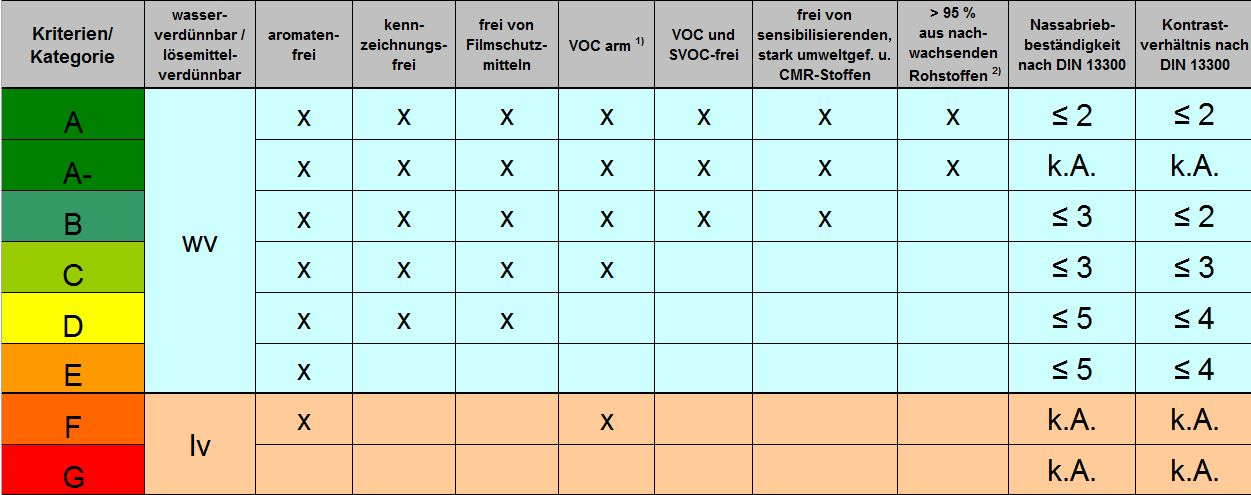
Klassifizierungskriterien der Umweltetikette I

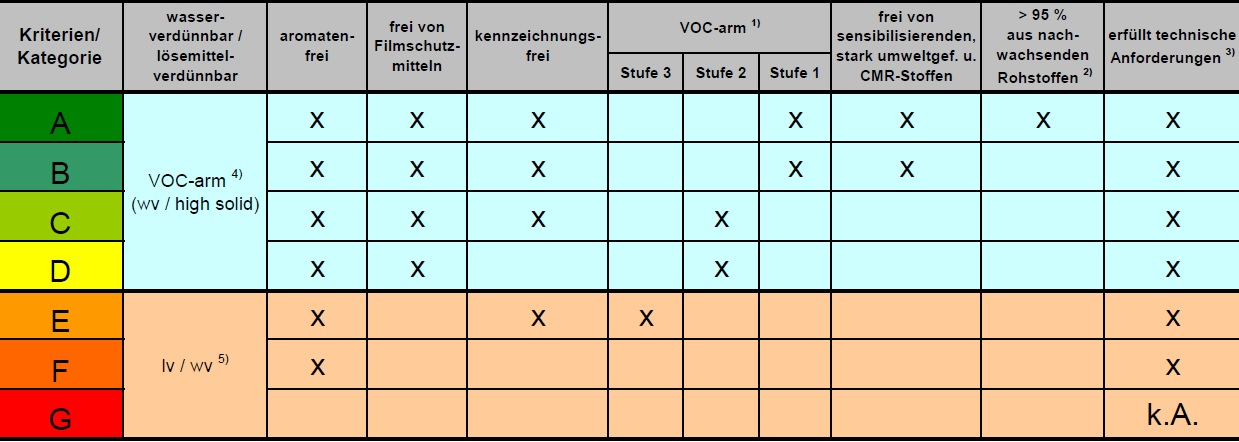
Klassifizierungskriterien der Umweltetikette II

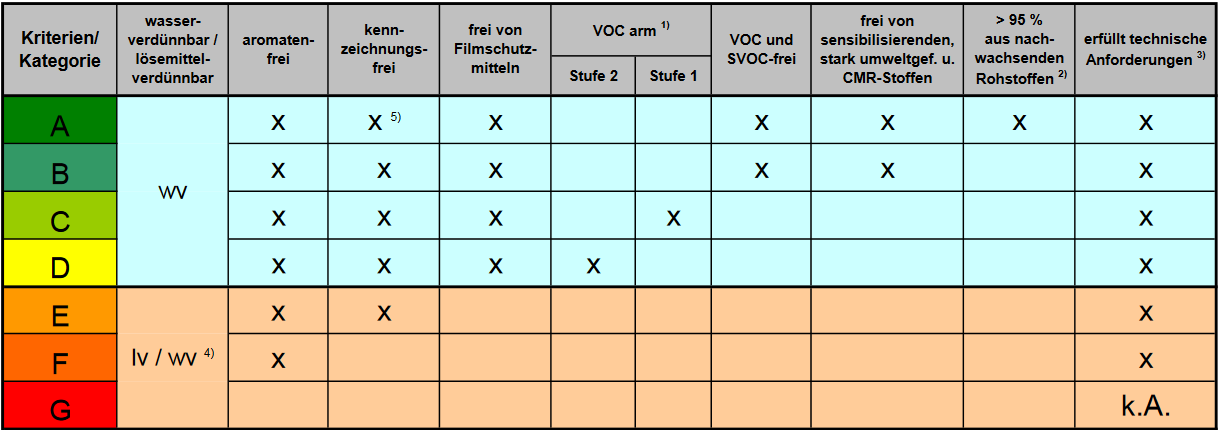
Klassifizierungskriterien der Umweltetikette III

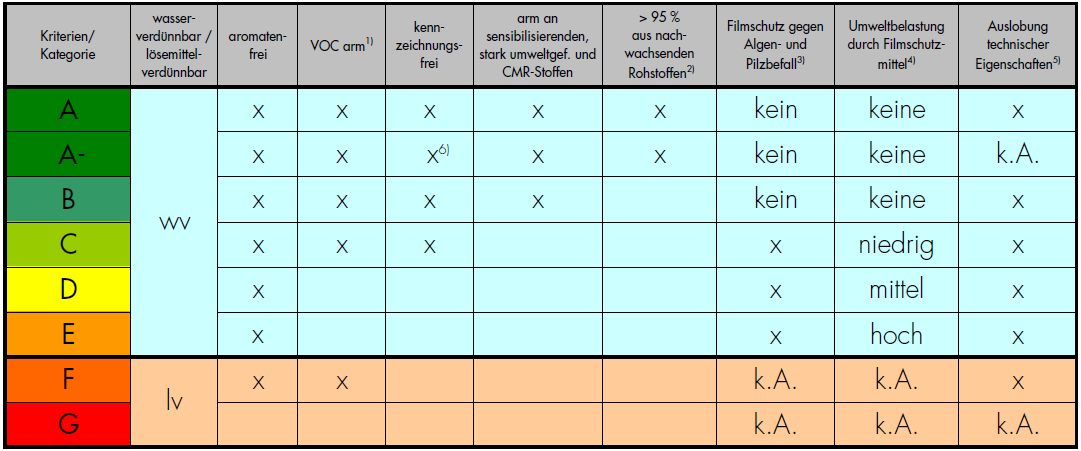
Klassifizierungskriterien der Umweltetikette IV

Bei der Zertifizierung der Umweltetikette I Wandfarben innen werden die folgenden Kriterien berücksichtigt: 
- Verdünnbarkeit (wasser- oder lösemittelverdünnbar)
- frei von Aromaten
- kennzeichnungsfrei (gemäss Schweizer Chemikaliengesetz)
- frei von Filmschutzmitteln
- arm an flüchtigen organischen Stoffen (VOC)
- frei von flüchtigen und schwerflüchtigen organischen Stoffen (VOC und SVOC)
- frei von allergenen, stark umweltgefährdenden und CMR-Stoffen
- zu mehr als 95 Prozent aus nachwachsenden Rohstoffen bestehend
- Gebrauchstauglichkeit (Nassabriebbeständigkeit und Kontrastverhältnis)

Bei der Zertifizierung der Umweltetikette II Lacke, Holz- und Bodenbeschichtungen innen werden die folgenden Kriterien berücksichtigt:
- Verdünnbarkeit (wasser- oder lösemittelverdünnbar)
- frei von Aromaten
- kennzeichnungsfrei (gemäss Schweizer Chemikaliengesetz)
- frei von Filmschutzmitteln
- arm an flüchtigen organischen Stoffen (VOC)
- frei von flüchtigen und schwerflüchtigen organischen Stoffen (VOC und SVOC)
- frei von allergenen, stark umweltgefährdenden und CMR-Stoffen
- zu mehr als 95 Prozent aus nachwachsenden Rohstoffen bestehend
- Gebrauchstauglichkeit (Haftfestigkeit, Haftzugfestigkeit, Verschleisswiderstand, Abriebfestigkeit, Brandverhalten)

Bei der Zertifizierung der Umweltetikette III Pastöse Putze und Spachtel innen werden die folgenden Kriterien berücksichtigt:
- Verdünnbarkeit (wasser- oder lösemittelverdünnbar)
- frei von Aromaten
- kennzeichnungsfrei (gemäss Schweizer Chemikaliengesetz)
- frei von Filmschutzmitteln
- arm an flüchtigen organischen Stoffen (VOC)
- frei von flüchtigen und schwerflüchtigen organischen Stoffen (VOC und SVOC)
- frei von allergenen, stark umweltgefährdenden und CMR-Stoffen
- zu mehr als 95 Prozent aus nachwachsenden Rohstoffen bestehend
- Gebrauchstauglichkeit

Bei der Zertifizierung der Umweltetikette IV Fassadenfarben werden die folgenden Kriterien berücksichtigt:
- Verdünnbarkeit (wasser- oder lösemittelverdünnbar)
- frei von Aromaten
- arm an flüchtigen organischen Stoffen (VOC)
- kennzeichnungsfrei (gemäss Schweizer Chemikaliengesetz)
- frei von allergenen, stark umweltgefährdenden und CMR-Stoffen
- frei von Filmschutzmitteln
- Umweltbelastung durch Filmschutzmittel
- zu mehr als 95 Prozent aus nachwachsenden Rohstoffen bestehend
- Auslobung der technischen Eigenschaften

## Trägerschaft
Vergeben wird die Umwelt-Etikette durch die Schweizer Stiftung Farbe. Übergeordnetes Stiftungsorgan ist der Stiftungsrat. Die Technische Kommission sorgt für die korrekte Einstufung der Produkte und die technische Weiterentwicklung der Umwelt-Etikette.